# Езенгина
Езенгина — река (курья) в России, протекает по Колпашевскому району Томской области. Длина реки составляет 11 км.
Начинается в безымянном озере у левого берега Оби. Течёт в северо-западном направлении по заболоченной обской пойме. Устье реки находится в 2416 км по левому берегу реки Обь.
В низовьях на левом берегу Езенгиной стоит бывшая деревня Езенгино.

## Данные водного реестра
По данным государственного водного реестра России относится к Верхнеобскому бассейновому округу, водохозяйственный участок реки — Обь от впадения реки Чулым до впадения реки Кеть, речной подбассейн реки — Чулым. Речной бассейн реки — (Верхняя) Обь до впадения Иртыша.
Код водного объекта — 13010500112115200022977.